# Mujinga Kambundji
Mujinga Kambundji ([muˈʒɪŋɐ kamˈbʊnd͡ʒi], * 17. Juni 1992 in Bern) ist eine Schweizer Leichtathletin. Sie hält die Schweizer Rekorde im Sprint über 60, 100 und 200 Meter. 2022 war ihr bislang erfolgreichstes Jahr mit Gold bei den Hallenweltmeisterschaften über 60 Meter sowie Gold und Silber bei den Europameisterschaften über 200 und 100 Meter.

## Leben
Kambundji wuchs als Kind einer Schweizer Mutter und eines Vaters aus dem Kongo in Bern auf. Sie ist die zweitälteste von vier Schwestern, die jüngste ist die Hürdenläuferin Ditaji Kambundji, die zweitjüngste die Leichtathletin und Bobfahrerin Muswama Kambundji. Auch die älteste Schwester (* 1990) betreibt Wettkampfsport. Seit Abschluss des Gymnasiums studiert Mujinga Kambundji Betriebswirtschaft an der Privaten Hochschule Wirtschaft PHW in Bern. Sie wohnt in Liebefeld bei Bern.

## Sportliche Karriere
Mujinga Kambundji startet für die Leichtathletik-Selektion STB Leichtathletik des Stadtturnvereins Bern und wurde ab Herbst 2013 von Valerij Bauer trainiert. Im Herbst 2017 trennte sie sich von Bauer. Sie fand einen neuen Trainer in Henk Kraaijenhof, die Zusammenarbeit funktionierte aber nur bis Dezember 2017.
Danach war sie ohne festen Coach, bekam aber von ihrem Jugendtrainer Jacques Cordey und Adrian Rothenbühler Hilfe bei der Trainingsgestaltung. Ab April 2018 war Rana Reider ihr Trainer.
Die Vorbereitung auf die Weltmeisterschaften 2019 nahm sie mit einem neuen Trainer, Steve Fudge, in Angriff und trainierte abwechselnd in der Schweiz und in London.
Über die kurzen Laufstrecken zeigte sich Kambundjis Talent schon früh, später war sie auch in den Disziplinen Hoch- und Weitsprung erfolgreich. Nachdem sie 2009 beim Europäischen Olympischen Sommer-Jugendfestival in Tampere im 100-Meter-Lauf die Silbermedaille gewonnen hatte, holte sie an den Schweizer Meisterschaften der Aktiven das Kurzsprint-Double mit Goldmedaillen im 100- und 200-Meter-Lauf.
Am European Champion Clubs Cup 2010 unterbot Kambundji die Limiten im 100- und 200-Meter-Lauf für die U20-Weltmeisterschaften. Danach vertrat sie die Schweiz in der Second League der European Team Championship in Belgrad über 100 und 200 Meter, wobei sie den 200-Meter-Lauf gewann. An den U20-Weltmeisterschaften gelangte sie in beiden Disziplinen in den Halbfinal, im 200-Meter-Lauf verpasste sie den Final nur knapp. Wegen der U20-Weltmeisterschaften, die um die gleiche Zeit stattfanden, konnte Kambundji ihre Schweizer Meistertitel aus dem Vorjahr nicht verteidigen.
Nachdem Kambundji mit der Schweizer 4-mal-100-Meter-Staffel am 30. Juni 2011 einen neuen Schweizer Rekord (43,90 s) aufgestellt hatte, lief sie an den Junioreneuropameisterschaften 2011 in Tallinn sowohl im 100- als auch im 200-Meter-Lauf auf den fünften Rang.
An den Schweizer Meisterschaften holte Kambundji sich den Titel im 100-Meter-Lauf, verletzte sich aber im 200-Meter-Lauf und konnte nicht für die Staffel an den Weltmeisterschaften 2011 in Daegu teilnehmen.
2012, 2013 und 2014 gewann Kambundji die Schweizer Meistertitel über 100 und 200 Meter. Mit der 4-mal-100-Meter-Staffel nahm sie 2012 an den Olympischen Spielen in London teil; im selben Jahr war sie Teilnehmerin der Europameisterschaften in Helsinki.
2013 qualifizierte sie sich über 60 Meter für die Halleneuropameisterschaften in Göteborg und nahm 2013 an den Weltmeisterschaften in Moskau teil.
Kambundji erreichte bei den Europameisterschaften 2014 in Zürich über 100 und 200 Meter sowie in der 4-mal-100-Meter-Staffel den Final. Als Startläuferin der Staffel verlor sie kurz nach dem Start den Stab und musste das Rennen aufgeben.
Bei den Weltmeisterschaften 2015 in Peking erzielte Kambundji als Zwölfte eine vorläufige Bestleistung von 11,07 s über 100 Meter.
Mit dem Schweizer Frauenteam der 4-mal-100-Meter-Staffel qualifizierte sie sich bei den Staffel-Weltmeisterschaften in Nassau (Bahamas) zur Teilnahme an den Olympischen Spielen 2016 in Rio de Janeiro. Im März 2016 gab sie jedoch bekannt, in diesem Jahr nicht für die Staffelwettbewerbe zur Verfügung zu stehen.

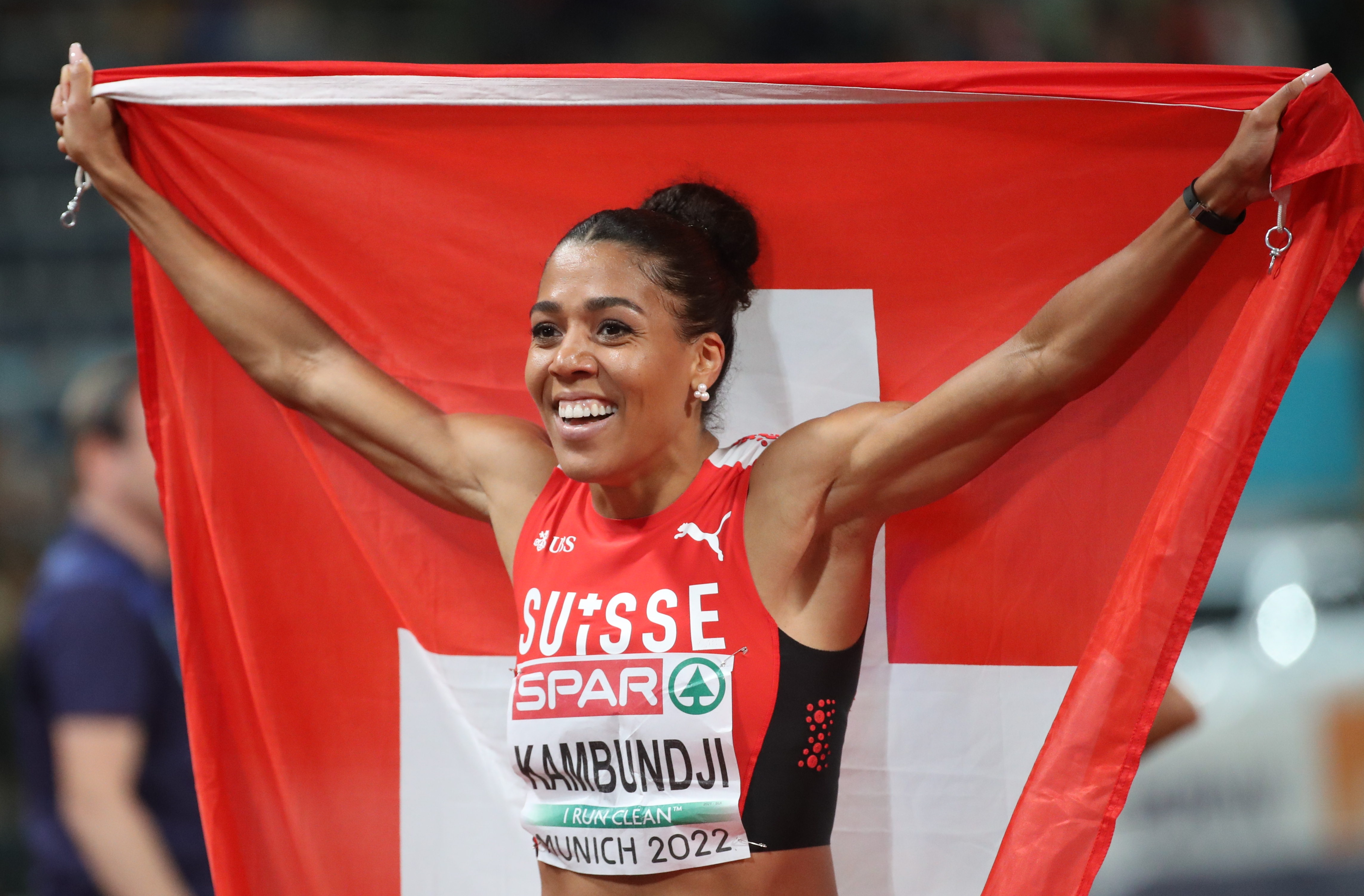
Mujinga Kambundji nach ihrem Erfolg über 200 Meter bei den Europameisterschaften 2022 in München

Bei den Europameisterschaften 2016 in Amsterdam gewann Kambundji Bronze über 100 Meter mit 11,25 s.
Bei den Olympischen Spielen in Rio de Janeiro erreichte Kambundji mit 11,19 s in den Vorläufen den Halbfinal über 100 Meter, ohne sich als Sechste ihrer Serie mit 11,16 s für den Final qualifizieren zu können. Sie verpasste ihre bei den Europameisterschaften in Amsterdam aufgestellte Saisonbestzeit von 11,14 s knapp.
Über 200 Meter schaffte sie im Vorlauf mit 22,78 s den dritten Platz und erreichte den Halbfinal, in dem sie sich mit 22,83 s nicht für den Final qualifizieren konnte.
Zum Höhepunkt der Hallensaison 2017, den Halleneuropameisterschaften in Belgrad, belegte Kambundji mit 7,16 s den vierten Platz über 60 Meter.
Im September 2020 wurde die Zweitplatzierte Olessja Powch nachträglich wegen Dopings disqualifiziert, so dass Kambundji die Bronzemedaille zugesprochen wurde.

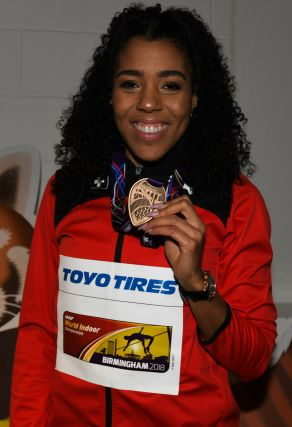
Kambundji mit der Bronzemedaille bei den Hallenweltmeisterschaften 2018

Bei den Hallenweltmeisterschaften 2018 in Birmingham gewann Kambundji Bronze in 7,05 s über 60 Meter und holte damit als erste Schweizer Athletin eine Sprintmedaille bei weltweiten Titelkämpfen.
Bei den Weltmeisterschaften 2019 in Doha gewann sie hinter Dina Asher-Smith und Brittany Brown mit 22,51 s Bronze über 200 Meter.
Bei den Olympischen Spielen 2020 egalisierte sie in den Vorläufen mit 10,95 s ihre im Jahr 2018 aufgestellte persönliche Bestleistung und belegte im Final mit 10,99 s den sechsten Platz. Während der Eröffnungsfeier war sie, gemeinsam mit dem Fechter Max Heinzer, die Fahnenträgerin ihrer Nation.
Im März 2022 gewann Kambundji bei den Hallenweltmeisterschaften in Belgrad überraschend die Goldmedaille über 60 Meter mit der neuen Jahresweltbestzeit von 6,96 s. Vier Monate später, im Juli, trat sie bei den Weltmeisterschaften in Eugene in den Disziplinen 100, 200 Meter und in der 4-mal-100-Meter-Staffel an.
Im 100-Meter-Lauf belegte Kambundji in 10,91 s den fünften Platz und war damit hinter der Britin Dina Asher-Smith (10,83 s) zweitbeste Europäerin beim Dreifacherfolg der jamaikanischen Läuferinnen Shelly-Ann Fraser-Pryce, Shericka Jackson und Elaine Thompson-Herah. Über 200 Meter gelangte sie bis in den Final, wo sie mit 22,55 s den achten und letzten Platz belegte. Im Staffelwettbewerb erreichte Kambundji gemeinsam mit Géraldine Frey, Salomé Kora, Ajla Del Ponte und der im Vorlauf eingesetzten Sarah Atcho den siebten Platz (42,81 s).
Bei den Europameisterschaften in München einen Monat später gewann Kambundji in 10,99 s die Silbermedaille über 100 Meter hinter der zeitgleichen Deutschen Gina Lückenkemper. Zwei Tage darauf wurde sie Europameisterin über 200 Meter.
Bei den Europameisterschaften 2024 in Rom konnte Kambundji ihren Titel über 200 Meter verteidigen.

## Auszeichnungen
- 2009: Schweizer Leichtathletik-Youngster des Jahres
- 2019, 2022: Schweizer Sportlerin des Jahres

## Erfolge
- 2009: Schweizer Meisterin 100- und 200-Meter-Lauf

2. Rang European Youth Olympic Festival 100-Meter-Lauf und 1. Rang mit der 4-mal-100-Meter-Staffel
6. Rang U18-Weltmeisterschaften 200-Meter-Lauf
2. Rang Schweizer Hallenmeisterschaften 60- und 200-Meter-Lauf
- 2010: 2. Rang Schweizer Hallenmeisterschaften 60- und 200-Meter-Lauf

1. Rang European Team Championship Second League 200-Meter-Lauf
9. Rang U20-Weltmeisterschaften 200-Meter-Lauf
13. Rang 100-Meter-Lauf
- 2011: 5. Rang Junioreneuropameisterschaften 100- und 200-Meter-Lauf

Schweizer Meisterin 100-Meter-Lauf
Schweizer Hallenmeisterin 200-Meter-Lauf und 2. Rang 60-Meter-Lauf
- 2012: Schweizer Meisterin 100- und 200-Meter-Lauf
- 2013: Schweizer Meisterin 100- und 200-Meter-Lauf

21. Rang Halleneuropameisterschaften 60-Meter-Lauf
- 2014: Schweizer Meisterin 100- und 200-Meter-Lauf

4. Rang Europameisterschaften 100-Meter-Lauf und 5. Rang 200-Meter-Lauf
- 2015: Schweizer Meisterin 100- und 200-Meter-Lauf
- 2016: 3. Rang Europameisterschaften 100-Meter-Lauf
- 2017: 3. Rang Halleneuropameisterschaften 60-Meter-Lauf
- 2018: 3. Rang Hallenweltmeisterschaften 60-Meter-Lauf

Schweizer Meisterin 100-Meter-Lauf
- 2019: 3. Rang Weltmeisterschaften 200-Meter-Lauf

Schweizer Meisterin 100- und 200-Meter-Lauf
- 2022: 1. Rang Hallenweltmeisterschaften 60-Meter-Lauf

2. Rang Europameisterschaften 100-Meter-Lauf
1. Rang Europameisterschaften 200-Meter-Lauf
- 2023: 1. Rang Halleneuropameisterschaften 60-Meter-Lauf
- 2025: 1. Rang Hallenweltmeisterschaften 60-Meter-Lauf

## Persönliche Bestleistungen
- 100-Meter-Lauf: 10,89 s, 24. Juni 2022 in Zürich, Schweizer Rekord
  - 100-Meter-Lauf: 10,95 s, 13. Juli 2018 in Zofingen, Schweizer Rekord, egalisiert am 30. Juli 2021 in Tokio (Olympische Spiele)
  - 100-Meter-Lauf: 11,03 s, 5. Juli 2018 in Lausanne, Schweizer Rekord
  - 100-Meter-Lauf: 11,07 s, 24. August 2015 in Peking, Schweizer Rekord[14], egalisiert am 18. Juli 2017 in Bellinzona
  - 100-Meter-Lauf: 11,17 s, 23. August 2015 in Peking, Schweizer Rekord egalisiert
  - 100-Meter-Lauf: 11,17 s, 21. Juli 2015 in Bellinzona, Schweizer Rekord
  - 100-Meter-Lauf: 11,20 s, 13. August 2014 in Zürich, Schweizer Rekord
  - 100-Meter-Lauf: 11,32 s, 12. August 2014 in Zürich, Schweizer Rekord
  - 100-Meter-Lauf: 11,53 s, 22. Juli 2011 in Tallinn, Schweizer Juniorenrekord
- 200-Meter-Lauf: 22,05 s, 19. Juli 2022 in Eugene, Schweizer Rekord
  - 200-Meter-Lauf: 22,18 s, 14. Juni 2022 in Bern, Schweizer Rekord
  - 200-Meter-Lauf: 22,26 s, 24. August 2019 in Basel, Schweizer Rekord
  - 200-Meter-Lauf: 22,64 s, 27. August 2015 in Peking, Schweizer Rekord[15] (am 17. Juli 2016 von Léa Sprunger gebrochen)
  - 200-Meter-Lauf: 22,80 s, 8. August 2015 in Zug, Schweizer Rekord
  - 200-Meter-Lauf: 22,83 s, 15. August 2014 in Zürich, Schweizer Rekord
  - 200-Meter-Lauf: 22,94 s, 14. August 2014 in Zürich, Schweizer U23-Rekord
  - 200-Meter-Lauf: 23,68 s, 22. Juli 2010 in Moncton, Schweizer Juniorenrekord
- 60-Meter-Lauf (Halle): 6,96 s, 18. März 2022 in Belgrad, Schweizer Rekord
  - 60-Meter-Lauf (Halle): 7,44 s, 21. Februar 2009 in Magglingen, Schweizer Juniorenrekord
- Hochsprung: 1,67 m, 30. August 2008 in Bern
- Weitsprung: 5,50 m, 28. April 2007 in Bern

## Varia
Mujinga Kambundji wurde zusammen mit fünf weiteren Personen als mögliche Preisträgerin der Arosa Humorschaufel 2014 nominiert, eines Jurypreises des Arosa Humor-Festivals.
2015 wurde ihr der 5. Berner Kommunikationspreis zuerkannt. Die Berner Public Relations Gesellschaft BPRG zeichnete sie aus, weil sie neben ihren sportlichen Leistungen auch glaubwürdig und authentisch kommuniziere. Statt zu einer tragischen Heldin (nach dem Patzer bei dem EM-Staffelfinal 2014) wurde sie zur «Königin der Herzen» und zu einem Aushängeschild der Schweizer Leichtathletik.